# Tadayoshi Okura
Pour les articles homonymes, voir Okura (homonymie).
Tadayoshi Okura (大倉忠義) est un chanteur et acteur de télévision japonais. Il est sous contrat avec l’agence de tarento Johnny's Entertainment. C’est un des membres du boys' band Kanjani8.

## Carrière
Okura a joué dans de nombreux dorama.

## Filmographie
- Kowai Nichiyoubi 2000 (NTV, 2000)
- Cinderella ni Naritai! (シンデレラになりたい!) -SP- (TBS, 2006)
- Gekidan Engimono Intelligence (Fuji TV, 2006)
- Double (KTV, 2006) [1]
- Kemarishi (KTV, 2006) [1]
- Hissatsu Shigotonin 2007 (TV Asahi, 2007)
- Yasuko to Kenji - 2008
- Romes  - 2009
- Ohoku - 2010
- Crayon Shin-chan: The Storm Called: Operation Golden Spy - 2011
- Eight Ranger - 2012
- 100 Kai Naki Koto - 2013